# Triphosa aequivalens
Triphosa aequivalens là một loài bướm đêm trong họ Geometridae.